# Алтухова, Евгения Васильевна
Евгения Васильевна Алтухова (род. 4 сентября 1924, Углич, Ярославская область) — советская и российская оперная певица (меццо-сопрано), Народная артистка РСФСР (1962).

## Биография
Евгения Васильевна Алтухова (Бутина) родилась 4 сентября 1924 года в Угличе. Родители были родом из деревни. Отец Василий Иванович Бутин, уроженец села Масальское, работал поваром в ресторане, умер от разрыва сердца когда дочери было 6 лет. Мать Елизавета Михайловна Ожегова (в девичестве Татаринова), уроженка деревни Потопчино. Отец был на двадцать лет старше матери. До 6-го класса училась в заволжской школе, участвовала в школьной художественной самодеятельности. После смерти отца вместе с матерью переехала в Москву к старшей сестре, где окончила фармацевтический техникум.
Перед войной  Евгения окончила фармацевтический техникум. 22 июня 1941 года застало под Москвой у мамы. Во время Великой Отечественной войны работала в госпитале. Евгения Васильевна — лейтенант медицинской службы, была начальником аптеки полевого  передвижного  госпиталя и часто пела перед ранеными. Её песни стали действенным лекарством — они врачевали душу.
На войне вышла замуж и вернулась в Москву. Посещала вечерние курсы общего музыкального образования, стала выступать на праздничных вечерах, посещала занятия по вокалу у Сарры Теодоровны Брагинской. В 1949 году после выступления на смотре-конкурсе художественной самодеятельности работников Химической промышленности в Колонном зале Дома Союза заняла первое место и была рекомендована для поступления в Консерваторию. В 1950—1955 годах училась в Московской консерватории имени П. И. Чайковского (класс М. Г. Гуковой).
В 1956—1964 годах была солисткой Свердловского театра оперы и балета. Гастролировала по стране и за рубежом (Афганистан, Сирия, Ливан, Франция, Норвегия, Финляндия, ГДР, Куба).
С 1964 года стала солисткой Москонцерта, выступала в более 50 камерных концертных программах («Романсы Полины Виардо», «Музыка стран Скандинавии», «Музыка Северной Америки», «Поэзия Ахматовой в музыке» (композиторы: С. Прокофьев, И. Гусельников, Злата Раздолина) и др.).
С 1965 по 1982 годы периодически пела в пяти спектаклях как в Кремлёвском Дворце Съездов, так и на основной сцене Большого театра. Это были партии: Кармен («Кармен»), Любаша («Царская невеста»), Кончаковна («Князь Игорь»), Марина Мнишек («Борис Годунов») и Марфа («Хованщина»). Представляла советское искусство (так тогда это называлось) в 23 странах на всех пяти континентах. Первая заявка на поездку в Афганистан пришла, когда пела в Свердловском театре. Была первая из артистов театра, кого пригласил «Госконцерт».
В 2014 году в День города Евгения Васильевна для всех угличан спела со сцены на Успенской площади и вечером того же дня исполнила проникновенные русские романсы в Красной гостиной Угличского кремля.
В 2014 году районная Дума присвоила звание «Почётный гражданин Угличского муниципального района» певице Евгении Алтуховой.
Евгения Васильевна воспитала несколько талантливых певцов, которые несут людям прекрасную музыку и настоящее пение.
Певица приезжала и с творческими отчетами в родной Углич, давала концерты на часовом заводе, во ВНИИМСе. В последние годы Евгения Васильевна была гостьей Дней города, давала концерт в Детской музыкальной школе города.
За всю свою долгую жизнь, насыщенную и испытаниями, и великолепными творческими взлетами, успехами выступлений на больших сценах, и в гастрольных поездках по малым городам нашей страны, и за рубежом, она никогда не забывала свой родной город Углич.
Член КПСС с 1964 года.
Автор двух книг: «Как это было» (2010) и «Школа пения, или Метод преподавания от Умберто Мазетти через М. Г. Гукову ко мне» (2012). 
Живёт в Москве на Фрунзенской набережной.

## Личная жизнь
Муж Евгении Алтуховой — Алексей Дмитриевич Алтухов, заместитель начальника госпиталя по политчасти. Они познакомились во время войны.

## Награды и премии
- Орден «За заслуги в культуре и искусстве» (24 января 2025 года) — за вклад в развитие отечественной культуры и искусства, многолетнюю плодотворную деятельность[2].
- Орден Дружбы (30 мая 1997 года) — за заслуги перед государством, большой вклад в укрепление дружбы и сотрудничества между народами, многолетнюю плодотворную деятельность в области культуры и искусства[3].
- Народная артистка РСФСР (1962 год).
- Заслуженная артистка РСФСР (6 ноября 1958 года).
- «Почетный гражданин Углича» (2014 год).

## Роли в театре
- «Хованщина» М. Мусоргского — Марфа
- «Царская невеста» Н. Римского-Корсакова — Любаша
- «Орлеанская дева» П. Чайковского — Иоанна Д‘Арк
- «Пиковая дама» П. Чайковского — Графиня
- «Князь Игорь» А. Бородина — Кончаковна
- «Аида» Дж. Верди — Амнерис
- «Кармен» Ж. Бизе — Кармен
- «Борис Годунов» Мусоргского — Марина Мнишек